# Halony
Halon – nazwa handlowa związków bromo-, fluoro- i chloropochodnych węglowodorów (np. Halon 1211 – bromochlorodifluorometan – CF2ClBr, Halon 1301 – bromotrifluorometan – CBrF3), stosowanych dawniej jako środki gaśnicze.
Działanie gaśnicze halonów, polegające na przerwaniu reakcji spalania w wyniku dezaktywacji wolnych rodników w płomieniu, odznacza się bardzo wysoką skutecznością.
Halony przeznaczone były do gaszenia pożarów klasy B (płyny) i C (gazy). Ze względu na swoje właściwości używane były również do gaszenia pożarów urządzeń elektronicznych, telekomunikacyjnych i elektrycznych pod napięciem. Odznaczały się największą skutecznością gaśniczą ze wszystkich znanych do tej pory środków gaśniczych.
Z uwagi na wysoki potencjał niszczenia ozonu na mocy Protokołu montrealskiego są wycofywane z użycia. Mają one właściwości podobne do freonów, podobnie jak one niszczą warstwę ozonową w atmosferze ziemskiej. Kolejną poważną wadą tych związków jest ich szkodliwość dla zdrowia człowieka. Działanie toksyczne wykazują zarówno opary samego halonu jak i związków powstałych w wyniku jego rozkładu w wysokiej temperaturze.
Z powyższych względów obecnie już prawie nie używa się na świecie tego środka gaśniczego. W stałych urządzeniach gaśniczych wprowadzono zamienniki halonów, które są mieszaninami gazowymi o podobnych własnościach i skuteczności gaśniczej, co halony, lecz niewielkiej szkodliwości w stosunku do środowiska naturalnego (atmosfery), np. HFC 236fa (heksafluoropropan), HFC 227ea (heptafluoropropan) i FK-5-1-12 (perfluoro(2-metylo-3-pentanon)).